# Югорє
Югорє (словен. Jugorje) — поселення в общині Ново Место, регіон Південно-Східна Словенія, Словенія. Висота над рівнем моря: 449 м.